# Krasnodar-Anapa
La Krasnodar-Anapa és una cursa ciclista d'un dia que es disputa entre Krasnodar i Anapa, a Rússia. La primera edició data del 2015 ja formant part del calendari de l'UCI Europa Tour.

## Palmarès
| Any  | Vencedor            | Segon        | Tercer      |
| ---- | ------------------- | ------------ | ----------- |
| 2015 | Andrey Solomennikov | Roman Maikin | Vitali Buts |